# 市民劇場駅
市民劇場駅（ベトナム語：Ga Nhà hát Thành phố / Ga 家喝城庯?）はベトナム社会主義共和国ホーチミン市1区に位置するホーチミン地下鉄の駅である。

## 路線
ホーチミン地下鉄
1号線

## 隣の駅
ホーチミン地下鉄
1号線
ベンタイン駅 - 市民劇場駅 - バソン駅